# Xanthina acuticornis
Xanthina acuticornis är en tvåvingeart som beskrevs av Robinson 1975. Xanthina acuticornis ingår i släktet Xanthina och familjen styltflugor.
Artens utbredningsområde är Dominica. Inga underarter finns listade i Catalogue of Life.